# Laujuzan
Laujuzan är en kommun i departementet Gers i regionen Occitanien i sydvästra Frankrike. Kommunen ligger i kantonen Nogaro som tillhör arrondissementet Condom. År 2022 hade Laujuzan 290 invånare.

## Befolkningsutveckling
Antalet invånare i kommunen Laujuzan
Referens:INSEE